# Renaldas Seibutis
 Renaldas Seibutis   (* 23. Juli 1985 in Mažeikiai) ist ein ehemaliger litauischer Basketballspieler. Er ist seit 2024 als Players Development Coach bei Žalgiris Kaunas aktiv. Zudem ist Seibutis Ehrenpräsident von Naglis Palanga.

## Litauische Basketballnationalmannschaft
Seibutis war Mitglied der litauischen Basketballnationalmannschaft bei der WM 2010, der EM 2013 und EM 2015. Bei der WM 2010 gewann er mit Litauen die Bronzemedaille. Er nahm mit der Nationalmannschaft an den Olympischen Spielen 2012 in London teil.

## Erfolge

### Mit der Mannschaft
- LKL Meister – 2016, 2017

- King Mindaugas Cup Sieger – 2017

### Persönliche Auszeichnungen
- Teilnehmer der litauischen All-Star Game – 2012, 2013, 2014
- All-EuroCup first Team – 2012
- Fiba U21-WM MVP – 2005